# إثناتي
بلدية إثناتي (بالإسبانية: Iznate) هي بلدية تقع في مقاطعة مالقة التابعة لمنطقة أندلوسيا جنوب إسبانيا.

## الديموغرافيا
بلغ عدد سكان بلدية إثناتي 949 نسمة عام 2011 (وفقاً للمعهد الوطني الإسباني للإحصاء).
| 754 | 751 | 781 | 855 | 889 | 927 | 949 |